# Пашков, Ипполит Александрович
Ипполи́т Алекса́ндрович Пашко́в (1847—1889) — российский дипломат, писатель

 и журналист.

## Биография
Ипполит Пашков родился в 1847 году в городе Москве. По окончании курса в Императорском Московском университете он поступил на службу в Азиатский департамент, и в семидесятых годах был назначен консулом в Яссах.
В 1882 году Ипполит Александрович Пашков состоял членом международного суда в Каире в качестве представителя русского правительства, а после занятия египетской столицы англичанами продолжал службу в Азиатском департаменте в должности начальника отделения.
Одновременно с государственной службой И. А. Пашков сотрудничал с повременными изданиями по вопросам внешней политики; под псевдонимом «Влади—ров» он вел с 1880 по 1881 год отдел иностранной хроники в журнале «Русская мысль»; политические статьи его появлялись также в «Современных известиях» Гилярова-Платонова, в «Руси» Аксакова и в «Новом времени» с 1877 года.
Помимо этого, с 1882 по 1887 год, И. Пашков был издателем «Игрушечки», детского журнала своей тёти Татьяны Петровны Пассек.
Ипполит Александрович Пашков скончался 23 августа 1889 года в городе Санкт-Петербурге.